# Takashi Ono (matemático)
Takashi Ono (小野 孝, Ono Takashi, Nishinomiya, 18 de dezembro de 1928) é um matemático estadunidense nascido no Japão, especialista em teoria dos números e grupos algébricos.
Obteve um Ph.D. em 1958 na Universidade de Nagoya.
Em 1966 foi palestrante convidado do Congresso Internacional de Matemáticos em Moscou. Em 2012 foi eleito membro da American Mathematical Society.

## Publicações selecionadas
- 1959: «On some arithmetic properties of linear algebraic groups». Annals of Mathematics. 70 (2): 266–290. JSTOR 1970104. doi:10.2307/1970104
- 1961: «Arithmetic of algebraic tori». Annals of Mathematics. 74: 101–139. JSTOR 1970307. doi:10.2307/1970307
- 1963: «On the Tamagawa number of algebraic tori». Annals of Mathematics. 7 8: 47–73. JSTOR 1970502. doi:10.2307/1970502
- 1964: «On the relative theory of Tamagawa numbers». Bulletin of the American Mathematical Society. 70 (2): 325–326. MR 0156856. doi:10.1090/s0002-9904-1964-11140-x
- 1965: «On the relative theory of Tamagawa numbers». Annals of Mathematics. 82: 88–111. JSTOR 1970563. doi:10.2307/1970563
- 1965: «The Gauss-Bonnet theorem and the Tamagawa number». Bulletin of the American Mathematical Society. 71 (2): 345–348. MR 0176986. doi:10.1090/s0002-9904-1965-11290-3
- 1969: «On Gaussian sums». Bulletin of the American Mathematical Society. 75: 43–45. MR 0245547. doi:10.1090/s0002-9904-1969-12139-7
- 1969: «On algebraic groups and discontinuous groups». Nagoya Mathematical Journal. 27 (Pt 1): 279–322. MR 0199193. Zbl 0166.29802
- 1990: An Introduction to Algebraic Number Theory. [S.l.]: Plenum Publishers, 2nd edition. [S.l.: s.n.] ISBN 9781461305736
- 1994: Variations on a Theme of Euler: Quadratic Forms, Elliptic Curves and Hopf Maps. [S.l.]: Plenum. ISBN 9780306447891
- 2008: Gauss sums and Poincaré sums (em japonês). [S.l.]: Nippon Hyoron Sha